# Palazzo Bonaparte

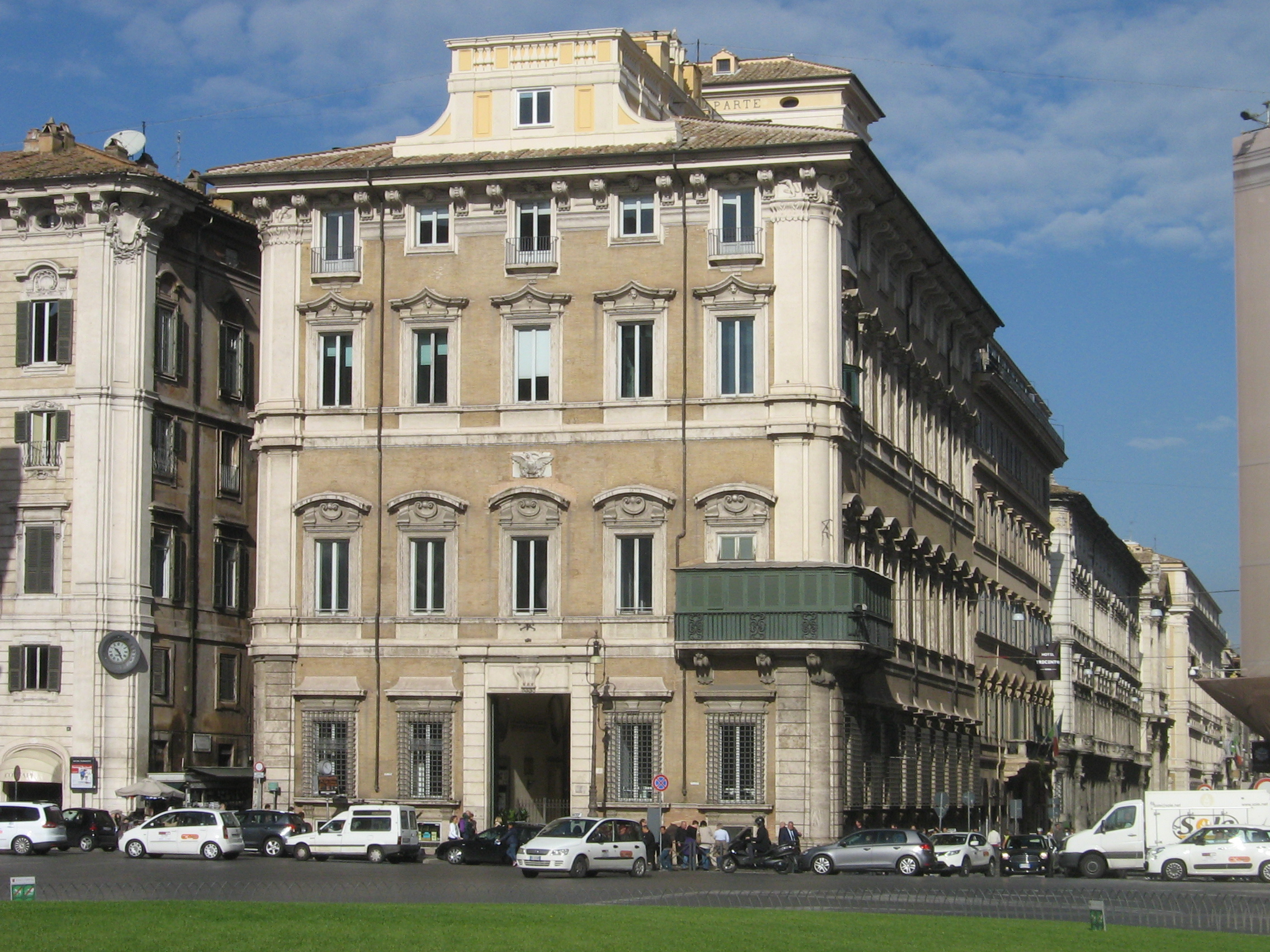
Vista do palácio a partir da Piazza Venezia.

Palazzo Bonaparte, antigo Palazzo D'Aste Rinuccini e atual Palazzo Misciatelli, é um palácio localizado na esquina da Piazza Venezia com a Via del Corso, no rione Pigna de Roma. Do outro lado da rua está o Palazzo Salviati, que, no século XIX, foi propriedade de Luís Bonaparte.

## História
O edifício é uma das obras mais importantes do arquiteto Giovanni Antonio De Rossi, que trabalhou ali entre 1657 e 1677, contratado pelos marqueses Giuseppe e Benedetto d'Aste, ricos banqueiros de Albenga, perto de Gênova, que se mudaram para Roma no século XVII. A propriedade foi novamente vendida cerca de vinte anos depois para os marqueses Rinuccini de Florença. Maria Letizia Ramolino Bonaparte, mãe de Napoleão, comprou o edifício, por 27 000 piastras de ouro em 1818, para ser sua residência e o palácio passou a ser conhecido a partir daí como Palazzo Bonaparte. Ela viveu ali até sua morte, em 1836. Depois do completo redesenho da Piazza Venezia por Giuseppe Sacconi, o autor do grandioso Vittoriano, o Palazzo Bonaparte permaneceu intacto. Os Bonaparte de Canino e Musignano, herdeiros de Maria Letizia, venderam o palácio em 1905 aos marqueses Misciattelli, de Orvieto. Em 1972, o edifício foi adquirido pela Assitalia, do Gruppo Generali. 
Uma restauração recente devolveu ao palácio suas cores originais.

## Descrição
O edifício tem suas fachadas principais de frente para a Piazza Venezia e para a Via del Corso. A da praça apresenta, no piso térreo, um portal retangular simples original do projeto de De Rossi, como testemunha uma gravura de Giovanni Battista Falda (c. 1675), e quatro janelas com arquitraves pronunciadas acima de outras quatro pequenas janelas do porão semi-subterrâneo. No piso nobre, cinco janelas com tímpanos curvos decorados por conchas, das quais a central ostenta ainda o brasão dos Bonaparte di Canino encimado por uma águia. A famosa varanda fechada de esquina não aparece na gravura de Falda e provavelmente é uma adição posterior. Trata-se de um "bussolotto", uma espécie de varanda de madeira com persianas que garantia a discrição dos que assistiam aos eventos realizados na Via del Corso, especialmente os desfiles carnavalescos e a famosa Corsa dei barberi — quase todos os palácios nobres na via tinham um. No segundo piso há mais cinco janelas com tímpanos triangulares e decoradas com cabeças de leão, brasão dos D'Aste. A fachada termina com cinco pequenas janelas, três com pequenas balaustradas metálicas, e com um riquíssimo beiral com mísulas pareadas. O edifício é coberto por um teto inclinado em cujo centro está uma mansarda com um terraço. Um belvedere logiado com uma grande inscrição "Bonaparte" completa o palácio.

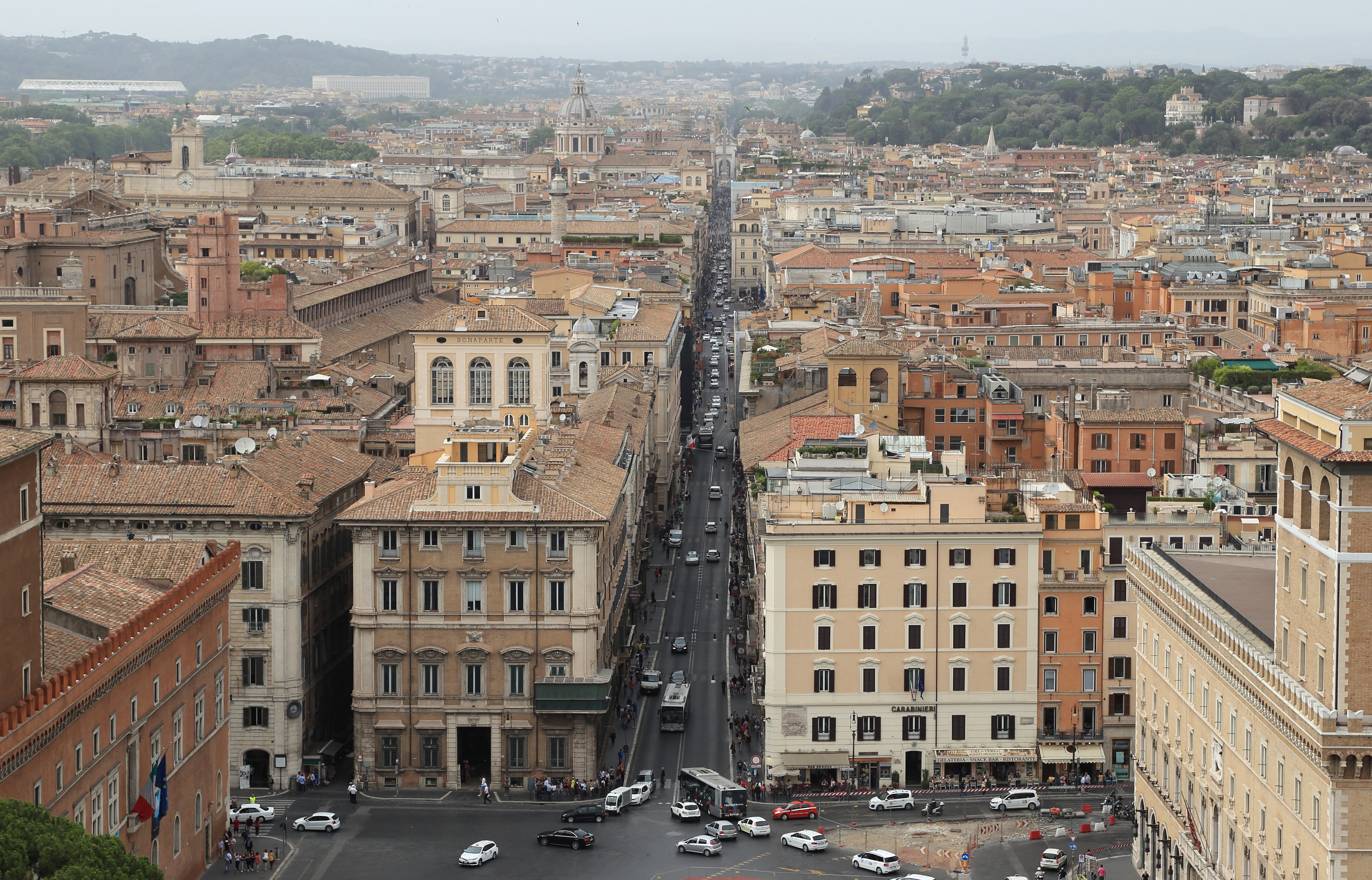
O Palazzo Bonaparte (esq.) e o Palazzo Salviati (dir.) no começo da Via del Corso na Piazza Venezia em uma vista a partir do alto do Vittoriano.

As esquinas do edifício são decoradas por lesenas que enquadram a fachada, ligadas por um elemento curvo moldado.
A fachada na Via del Corso apresenta as mesmas características, mas se estende por nove janelas. No Vicolo Doria se abre também um pátio externo formando uma reentrância, criado para permitir a entrada luz no longo átrio e na escadaria. Neste átrio, acessível pela Via del Plebiscito, está uma placa em memória a Dona Maria Letizia.
O apartamento nobre era composto por nove salas nas quais as pinturas, as decorações em estuque e as belas portas pintadas são exemplos do estilo do século XVIII e foram encomendados pelos Rinuccini.
Entre 1803 e 1806, Antonio Canova realizou a escultura conhecida como "Marte Pacificador", uma representação neoclássica de Napoleão. A original se localiza, por ironia do destino, na Apsley House, residência do duque de Wellington, vencedor de Napoleão na Batalha de Waterloo. Uma das cinco cópias em gesso está ainda hoje no piso nobre do palácio.